# Nana Akufo-Addo
Nana Addo Dankwa Akufo-Addo (sinh 29 tháng 3 năm 1944) là tổng thống Ghana, nhậm chức kể từ tháng 1 năm 2017. Ông trước đây từng là bộ trưởng bộ Tư pháp 2001-2003 và là bộ trưởng Bộ Ngoại giao từ năm 2003 đến năm 2007.
Akufo-Addo đầu tiên tranh cử tổng thống vào năm 2008 và một lần nữa vào năm 2012 Cả hai lần là ứng cử viên của Đảng Yêu nước mới (NPP), nhưng bị đánh bại cả hai lần bởi các ứng cử viên NDC: John Atta Mills trong năm 2008 và John Dramani Mahama vào năm 2012. Ông tiếp tục được chọn làm ứng cử viên của NPP lần thứ ba trong cuộc bầu cử năm 2016 và đánh bại Mahama ở vòng đầu tiên (thắng với 53,83% số phiếu).